# 기무라 분지
기무라 분지(일본어: 木村 文治, 1944년 7월 27일 ~ )는 일본의 전 축구 선수, 감독이다.

## 구단 경력
1968년부터 1973년까지 일본 사커 리그의 얀마 디젤에서 뛰었다. 1971년에 일본 사커 리그 우승을 차지하였다.

## 지도자 경력
1983년부터 1991년까지 교토 시코 클럽에서 감독을 맡았다. 1991년 요코하마 플뤼겔스의 코치, 1995년 감독으로 취임하였다. 1999년과 2003년 교토 퍼플 상가에서 감독을 맡았다.